# Masatoshi Wakabayashi

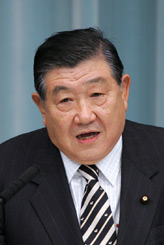
Masatoshi Wakabayashi

Masatoshi Wakabayashi (jap. 若林 正俊, Wakabayashi Masatoshi; * 4. Juli 1934 in Shinonoi (heute: Nagano), Präfektur Nagano; † 11. November 2023 in Tokio) war ein japanischer Politiker der Liberaldemokratischen Partei (LDP) und Minister. Er war zuletzt Abgeordneter des Sangiin, des japanischen Oberhauses, für den Wahlkreis Nagano und gehörte innerhalb der LDP der Machimura-Faktion an.
Wakabayashi war Absolvent der Universität Tokio und wurde nach Abschluss seines Studiums 1957 Beamter im Ministerium für Landwirtschaft, Forsten und Fischerei. 1983 verließ er das Ministerium und wurde erstmals ins Shūgiin, das Unterhaus, gewählt. Von 1989 bis 1990 war Wakabayashi parlamentarischer Staatssekretär in der Behörde für Management und Koordination. Nachdem er 1990 seinen Sitz verloren hatte, wurde er bei der Shūgiin-Wahl 1993 wiedergewählt. 1996 wurde er unter neuem Wahlrecht wieder abgewählt. 1998 wurde Wakabayashi schließlich ins Sangiin gewählt und schloss sich der Machimura-Faktion an.
Im Kabinett von Premierminister Shinzō Abe wurde Wakabayashi 2006 zum Umweltminister berufen, wobei er nach dem Selbstmord von Toshikatsu Matsuoka und dem Rücktritt von Norihiko Akagi jeweils kommissarisch das Landwirtschaftsministerium mitübernahm. Nach der Kabinettsumbildung im August 2006 gehörte er dem Kabinett zunächst nicht mehr an, wurde aber nach dem Rücktritt von Takehiko Endō dessen Nachfolger als Landwirtschaftsminister. Premierminister Yasuo Fukuda beließ ihn bei Amtsantritt auf seinem Posten, ersetzte ihn aber im August 2008 durch Seiichi Ōta.
Im April 2010 reichte er seinen Rücktritt als Abgeordneter ein, nachdem bekannt geworden war, dass er bei (elektronischen) Abstimmungen für den abwesenden Fraktionskollegen Mikio Aoki ohne dessen Zustimmung abgestimmt hatte. Seinen Sitz gewann bei der regulären Wahl im Juli 2010 sein ältester Sohn Kenta.